# اچ‌ام‌اس آنداونتد (۱۹۱۴)
اچ‌ام‌اس آنداونتد (۱۹۱۴) (به انگلیسی: HMS Undaunted (1914)) یک کشتی بود که طول آن ۴۳۶ فوت (۱۳۳ متر) بود. این کشتی در سال ۱۹۱۴ ساخته شد.